# Ethelie Madeleine Brohan
Ethelie Madeleine Brohan (París, 21 de octubre de 1833-París, 24 de febrero de 1900) fue una actriz francesa. Es la hija menor de la actriz Augustine Susanne Brohan, y hermana de Joséphine-Félicité-Augustine Brohan.
Al igual que su hermana, ingresó en el Conservatorio Nacional Superior de Música y de Danza de París, donde ganaría el primer premio de comedia en el año 1850.
Consiguió entrar en la Comédie-Française, pero en lugar de debutar interpretando alguna actuación bien conocida del repertorio del teatro, la dirección estrenó la nueva comedia Les Contes de la reine de Navarre, por Eugène Scribe y Ernest Legouvé, donde interpretó el papel de "Marguerite" el 1 de septiembre de 1850.

Su talento y belleza permitieron el éxito de la actriz desde un primer momento, y en menos de dos años desde su debut, fue elegida sociétaire. En 1853 contrajo matrimonio con Mario Uchard, del que pronto se separó, y en 1858 regresó a la Comédie Française para interpretar papeles como protagonista, hasta que en 1886 se retiró de los escenarios.

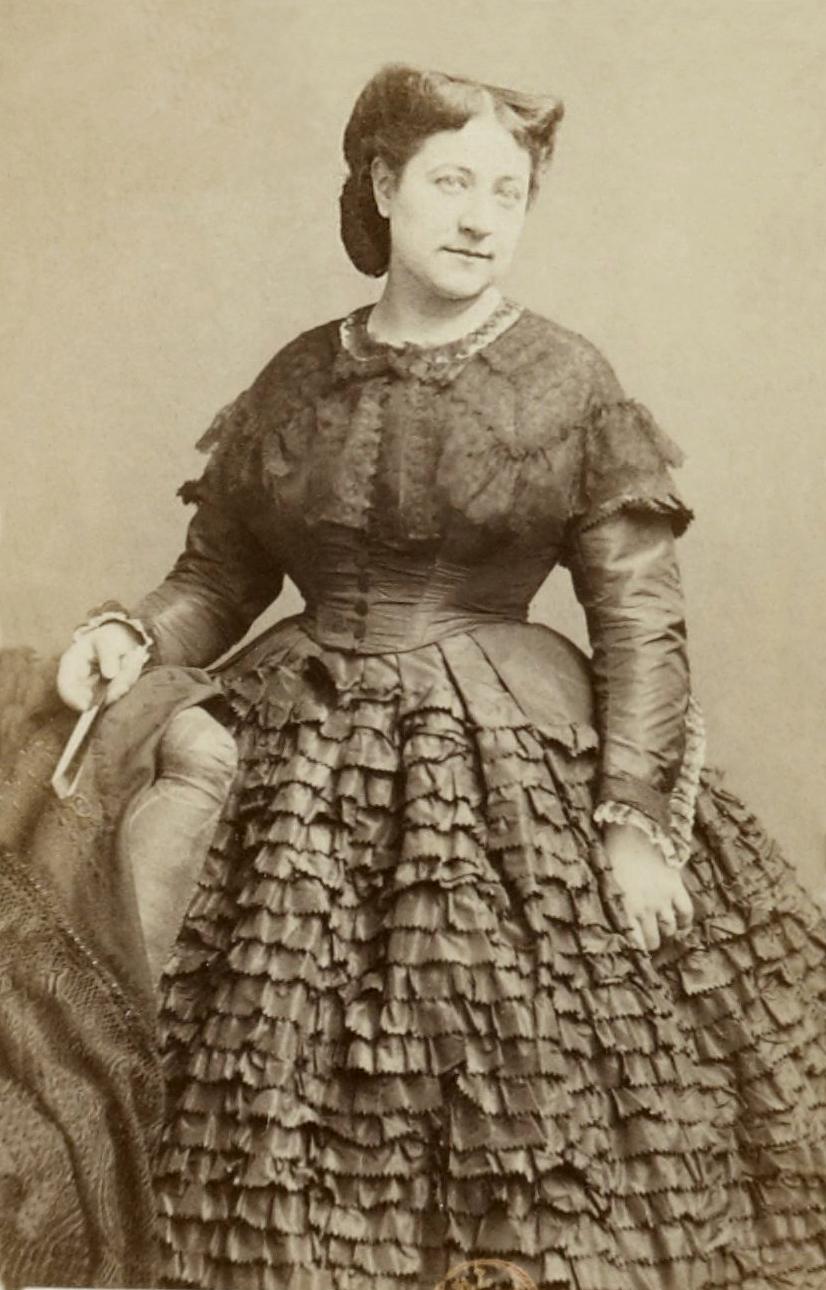
Fotografía de Madeleine Brohan, por Étienne Carjat, 1864.

Su nombre se asocia a un gran número de obras, además del repertorio clásico, destacando Le Monde où l'on s'ennuie, Par droit de conquète, Les Deux Veuves, y Le Lion amoureux, donde obtuvo uno de sus mayores éxitos interpretando a la "marquesa de Maupas".